# Order Zasługi Saharyjskiej
Order Zasługi Saharyjskiej (franc. Ordre du Mérite saharien) – francuskie odznaczenie resortowe, nadawane w latach 1958–1963 za wybitne zasługi świadczone na rzecz Francji w rejonie Sahary. Odznaka orderu miała kształt tradycyjnego krzyża Tuaregów z sułtanatu Agadez. 
Podzielony był na trzy klasy:
- I klasa – Komandor (Commandeur) – na wstędze noszonej na szyi,
- II klasa – Oficer (Officier) – na wstążce z rozetką, noszony na lewej stronie piersi,
- III klasa – Kawaler (Chevalier) – na wstążce, noszony na lewej stronie piersi[2].

W przypadku odznaczania członków Orderu Legii Honorowej mieli oni prawo do otrzymania orderu w klasie odpowiadającej ich randze w Legii Honorowej.
Łącznie przyznano 41 krzyży komandorskich, 123 oficerskich i 602 kawalerskich.
Odznaczenie zostało zastąpione (wraz z szesnastoma innymi orderami ministerialnymi i kolonialnymi) przez Order Narodowy Zasługi